# Fábulas (cómic)
Fábulas es una serie de historietas del sello Vertigo, de DC Comics, creado y escrito por Bill Willingham, que se basa en personajes clásicos de los cuentos de hadas y el folklore popular.

## Argumento
Los personajes de las fábulas clásicas se ven obligados a huir de sus Tierras Natales por la invasión de un misterioso enemigo al que llaman "El Adversario". Viajan a Nueva York donde crean una comunidad en un edificio que recibe el nombre de Villa Fábula, mientras que los fábulas que no tienen apariencia humana (animales parlantes, animales imaginarios, gigantes, objetos animados, etc.) son trasladadas a un lugar a las afueras de la ciudad al que llaman La Granja.
Willingham reinterpreta los personajes, de dominio público, y los presenta en unas situaciones muy diferentes a las de sus cuentos originales, por ejemplo se presenta a una Blanca Nieves divorciada del Príncipe Azul (o Encantador) debido a las infidelidades de este último, o a un Lobo Feroz, que no está sólo reformado, sino que ahora tiene apariencia humana y sirve como sheriff a la comunidad de Villa Fábula.
En el primer número del cómic, Jack se presenta corriendo y farfullando en el despacho del Lobo Feroz, detective de Villa Fábula, y le cuenta que Rosa Roja, la hermana de Blancanieves, ha desaparecido y que algo extraño ha pasado en su casa. El detective y Blancanieves acompañan a Jack hasta un pequeño apartamento, la vivienda de Rosa. Allí se encuentran con una escena dantesca: toda la habitación está repleta de sangre y múltiples muebles y objetos están tirados por doquier. La sangre, según Feroz, es toda de Rosa Roja y ella no está en el apartamento. A partir de estas misteriosas y desagradables circunstancias, Feroz, ayudado por Blancanieves, se dispone a realizar una investigación que descubra el paradero de Rosa y que aclare el cómo, quién y por qué de su desaparición.

## Personajes

### Lobo Feroz
Es el personaje principal del cómic, conocido por los cuentos de Los tres cerditos y Caperucita Roja y el Lobo Feroz. Dejó atrás sus hábitos violentos de animal para convertirse en el sheriff de Villa Fábula. Blancanieves y las demás fábulas le tienen respeto y confían en él, pero por los incidentes causados en el pasado tiene la entrada prohibida a la comunidad conocida como "La Granja".

### Blancanieves
Es la ingeniosa ayudante del Alcalde de Villa Fábula y la Jefa de Operaciones de la comunidad, conocida por los cuentos de Blancanieves y los siete enanitos y Blancanieves y Rosa Roja. Es quien en realidad tiene el poder en la ciudad, una mujer seria y formal que se considera muy independiente y puede con todo.

### Rosa Roja
Es la hermana gemela de Blancanieves, conocida por el cuento de Blancanieves y Rosa Roja. Al contrario de su hermana, Rosa es rebelde, informal, le gustan las fiestas y en un principio, muy desinteresada por la vida en la comunidad. A través de los siglos generó una relación de odio con su hermana, frecuentándose muy poco. El cómic comienza con la investigación acerca de su desaparición.

### El príncipe azul/encantador
Es un seductor embustero, incapaz de ser fiel a sus conquistas. Conocido por los cuentos de Blancanieves y los siete enanitos, La Bella Durmiente y Cenicienta. Al huir de su tierra natal perdió toda su fortuna, por lo que se aprovecha y vive de las mujeres que seduce. Es el exmarido de Blancanieves, la Bella Durmiente y Cenicienta.

### Barba Azul
El hombre más rico y poderoso de Villa Fábula, conocido por el cuento "Barba Azul". Cuando huyeron de las tierras natales logró mantener su fortuna, así como a Hobbs, su más leal sirviente. Es muy temido por el resto de los habitantes, debido a sus antecedentes en su vida pasada en la que solía asesinar a sus nuevas esposas en el lecho marital.

### Jack
Conocido por todos los cuentos en los que aparezca un tal Jack, como por ejemplo Jack y las habichuelas. Por mucho que pasen los siglos, él sigue siendo un bribón, un aventurero y un buscavidas. Siempre está tramando planes que espera le permitan obtener algún provecho o hacer alguna trastada. Es el novio de Rosa Roja, pero mantienen una relación muy abierta. Varios de los tomos del cómic cuentan alguna historia aislada acerca de él.

### Rey Cole
El alcalde electo de Villa Fábula. Es un buen hombre noble y adinerado, pero no es más que una representación del poder, ya que pocas veces toma una decisión referida a la comunidad, siendo Blancanieves quien realmente posee el control.

### Chico de azul
El asistente personal de Blancanieves. Está al servicio de la comunidad y siempre lleva consigo su trompeta azul. Es el personaje de un poema inglés Little Boy Blue.

### Papamoscas
Es en realidad el "príncipe sapo" del cuento con el mismo nombre. Lobo Feroz constantemente lo condena años a pagar haciendo trabajos comunitarios en Villa Fábula por delitos menores (como comer bichos). De esta forma hace que su mente se mantenga ocupada y se sienta importante entre los habitantes de la comunidad.

### Bufkin
Un mono volador del cuento El mago de Oz, que trabaja como ayudante de Blancanieves y El Chico de Azul en las oficinas de Villa Fábula.

### Pinocho
Tallado por el viejo Gepetto de la madera de un árbol mágico, vive en Villa Fábula como un niño de verdad. Siente rencor por el Hada Madrina, ya que no puede convertirse en un adulto a pesar de que los siglos pasen, ella se tomó su deseo muy literal.

### Bella y Bestia
Al huir de las Tierras Natales perdieron la fortuna que poseían en aquel entonces. Ahora son un matrimonio pobre que tiene continuos problemas de pareja, pero a pesar de que los siglos pasen ellos permanecen juntos. El hechizo sobre Bestia se mantiene, por lo que cada vez que su mujer está enojada con él, este sin poder controlarlo toma la forma de la bestia. Bestia trabaja en el mantenimiento de las calderas y los edificios de Villa Fábula y Bella es empleada en una librería.

## Trayectoria editorial

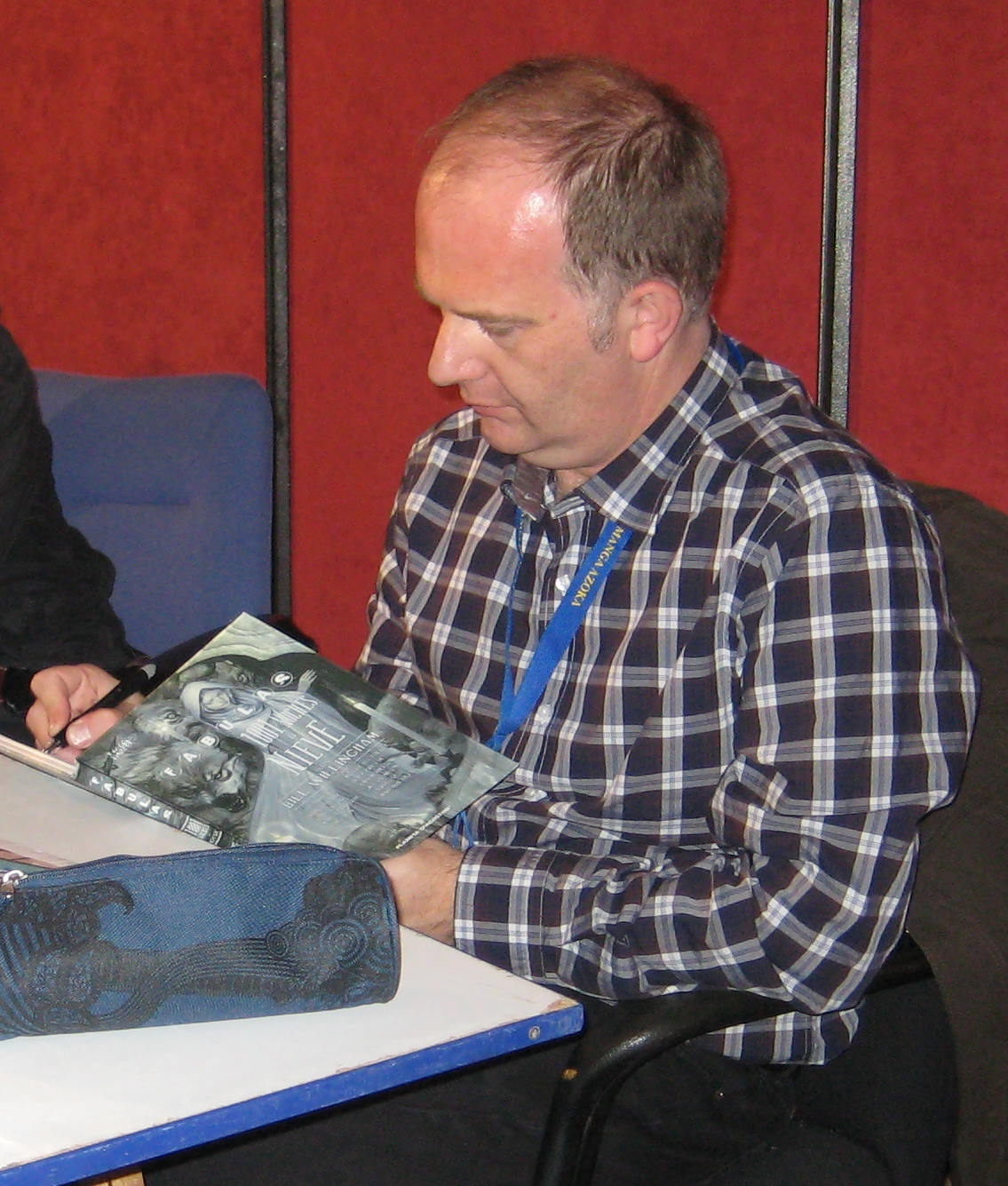
Mark Buckingham firma un ejemplar de Fábulas en 2009.

La historia de Fábulas se divide en arcos argumentales, los cuales tienen cada uno un género diferente, el primero es una historia de crimen y suspense, el segundo un thriller político, luego espada y brujería, etc. Esta sucesión de diferentes géneros en la serie es especialmente marcado al principio de la misma.
Varios dibujantes han trabajado en Fábulas, aunque la mayor parte del dibujo lo ha realizado Mark Buckingham. Otros dibujantes de la serie han sido Bryan Talbot, Lan Medina y Linda Medley. Tanto en los comic books unitarios como de los tomos recopilatorios las portadas son realizadas por James Jean.
- Leyendas en el exilio (números 1 a 5): Introducción a Villa Fábula. Feroz investiga la desaparición de Rosa Roja, la hermana de Blancanieves.

- Rebelión en la granja (números 6 a 10): Las fábulas que viven en La Granja (un lugar donde habitan las fábulas no humanas) se rebelan.

- Un saco de huesos (número 11): Historia ambientada durante la Guerra de Secesión, en la que Jack idea una treta para engañar a la Muerte.

- Operación Sharp y Un asunto sucio (números 12 y 13): Un periodista mundano descubre la vida secreta de las fábulas y estos deben evitar que publique su historia.

- Una historia de amor (números 14 a 17): Barba Azul y Ricitos de Oro planean el asesinato de Blancanieves y Lobo Feroz. Mediante un hechizo controlan sus mentes y los envían a un bosque lejano, donde Ricitos de Oro se prepara para matarlos. Allí ambos tienen un acercamiento. Mientras tanto en Villa Fábula, el Príncipe Encantador y la policía roedora investigan a Barba Azul.

- Las novias de la cebada (número 18): Lobo Feroz le cuenta a Papamoscas la historia acerca de una tradición liliputiense, de por qué los jóvenes al cumplir dieciocho años intentan robar las semillas de cebada mágicas.

- La Marcha de los Soldados de Madera (números 19 a 21 y 23 a 27): El Príncipe Encantador se postula como alcalde de Villa Fábula mientras la comunidad de Villa Fábula debe hacer frente al escape de Caperucita Roja de las Tierras Natales. El Adversario manda a sus mejores tropas a Villa Fábula para iniciar el asalto, y los habitantes deben defenderse lo mejor que pueden. Publicado en España en 2006 por Planeta DeAgostini (ISBN 84-674-2965-8).

- La Libertina Cenicienta (número 22): La vida licenciosa y aparentemente frívola de Cenicienta se pone de manifiesto como una tapadera para ocultar sus verdaderas operaciones.

- Historias de Guerra (números 28 y 29): Las aventuras del Lobo Feroz durante la Segunda Guerra Mundial.

- Las Crueles Estaciones (números 30 a 33): Blanca da a luz, y debe mudarse a la Granja porqué sus hijos tienen aspecto lupino. A Feroz se le niega la entrada y decide exiliarse. Blanca encuentra al extravagante y poderoso padre de Feroz, el Viento del Norte. Uno de los niños demuestra ser bastante diferente del resto, por lo cual su madre lo manda a encontrar a su padre.

Publicados en España en 2006 por Planeta DeAgostini (ISBN 84-674-3519-4 / 978-84-674-3519-1), el volumen se titula Las Crueles Estaciones contiene "Cenicienta la Libertina" dibujo de Tony Akins y entintado de Jimmy Palmiotti, "Hazañas Bélicas" dibujo de Tony Akins y entintado de Jimmy Palmiotti y "Las Crueles Estaciones" dibujo de Mark Buckingham y entintado de Steve Leialoha.
- Jack Sé Listo (números 34 y 35): Jack va a Hollywood y organiza un estudio de filmación. Actúa como preludio a la serie Jack de Fábulas.

- Las Tierras Natales (números 36 a 38 y 40 y 41): El Chico de Azul va en una misión a las Tierras Natales con el objetivo de descubrir la identidad del Adversario y asesinarlo.

- Mientras Tanto (número 39): Qué estaba pasando en Villa Fábula durante la aventura de Chico de Azul en las Tierras Natales.

- Noches (y días) de Arabia (números 42 a 45): Una delegación de las Fábulas Árabes liderada por Simbad visita Villa Fábula para tratar una alianza contra el inminente avance del Adversario.

- La Balada de Rodney y June (números 46 y 47): Una historia anexa que involucra el amor de Rodney y June, dos soldados de madera de la élite del ejército del Adversario. La historia nos acerca a la vida dentro del Imperio, junto con su organización y su fortaleza militar.

- Lobos (números 48 y 49): Mowgli busca al Lobo Feroz, que se ha exiliado más allá del alcance de Villa Fábula, para alcanzarle el mensaje acerca de la pronta ofensiva de las Fábulas exiliadas a las Tierras Natales.

- Y Fueron Felices después de todo (número 50): Feroz regresa, le entrega un mensaje al Adversario y finalmente se casa con Blancanieves, mudándose el clan a Villa Lobo.

- Grandes y Pequeños (número 51): Cenicienta continúa su misión en el Reino de las Nubes, pero debido a un problema de enfermedad de parte de uno de los personajes más importantes de las Nubes, debe pedir ayuda y transformarse en un ratón con la ayuda de Villa Chica para curar la crisis del Rey de las Nubes.

- Hijos del Imperio (números 52 a 55): El Adversario llama a un cónclave junto con la élite del Imperio para decidir qué hacer acerca de Villa Fábula. Pinocho tiene que enfrentar sus lealtades opuestas.

- Jiminy Navidad (número 56): Una historia acerca de Papá Noel, ciertamente un personaje conocido por Villa Fábula, en la cual Jack intenta robar su lista de chicos malos.

- Padre e Hijo (números 57 y 58): Feroz decide que ha llegado el tiempo de arreglar las cosas con su padre, el Viento del Norte. En una cacería, sus hijos encuentran a los hermanos de Feroz, que se han convertido en más monstruos que lobos.

- Preguntas Ardientes (número 59): Los lectores están invitados a hacer preguntas acerca de eventos sin resolver en la serie. Aquí, se responden.

- El Buen Príncipe (números 60 a 63 y 65 a 69): Papamoscas, que nunca pudo aceptar la muerte de su esposa, debe afrontar su pasado.

- El Secreto de Cumpleaños (número 64): Una mirada al Pozo Encantado y el cumpleaños de los hijos de Feroz.

- La Llegada del Reino (número 70): Chico de azul y Rosa Roja hablan sobre su relación. La oferta de Papamoscas es llevada a La Granja. Se hacen planes para comenzar la guerra.

- Skullduggery (números 71 y 72): Cenicienta vuelve a pagar su deuda con Frau Totenkinder yendo a una misión al Sur.

- War y Pieces (números 73 a 75): Villa Fábula y el Imperio van a la guerra.

- Around the Town (número 76): Al nuevo miembro de Villa Fábula se le ofrece un tour, para desagrado de muchos otros residentes.

- Las Edades Oscuras (números 77 a 81): Una nueva era comienza cuando los residentes de Villa Fábula encaran las consecuencias de la guerra. Nuevas retos surgen en casa y en una lejana tierra un poder oscuro es despertado.

- Waiting for the Blues (número 82): Un epílogo "The Dark Ages".

- El Gran Cruce de las Fábulas (números 83 a 85): Feroz y Bestia se enzarzan en una violenta lucha que demostrará la influencia que los poderes oscuros presentan. Rosa Roja cae en una depresión más y más profunda. Stinky funda una religión presagiando el heroico regreso de Chico de azul, del cual Jack Horner, a su regreso, tomará ventaja antes de encontrarse con su hijo, el nuevo Jack Frost. En un giro interesante, estos números están más enfocados a Jack que en otras Fábulas. (Nota: Incluye Jack of Fábulas números 33 a 35 y The Literals números 1 a 3.)

- Boxing Days (número 86): Mister Dark relata como llegó a ser atrapado en una caja mágica por un grupo de hechiceros imperiales, y el alzamiento de su líder Dunster Happ.

- Witches (números 87 a 91): Los líderes y las brujas de Villa Fábula discuten como derrotar a Mister Dark. Mientras tanto Bufkin se encuentra atrapado en un remoto despacho de negocios con Baba Yaga y muchos otros monstruos.

- The Championship (números 92 y 93): La historia transcurre en Haven, donde un partido local de baseball se transforma en un asesinato.

- Rosa Roja (números 94 a 98): La granja es un caos, mientras varias facciones lucha por el control. Para restaurar el orden, Rosa Roja debe enfrentarse a su peor enemigo - ella misma.

Además de la serie principal han aparecido en el mercado los siguientes especiales y spin-offs:
- El último castillo es un especial en formato prestigio escrito por Willingham y dibujado por P. Graig Russel que cuenta el momento exacto en el cual las fábulas fueron expulsadas de sus reinos. Fue recopilado posteriormente en los tomos recopilatorios normales de la serie.

- 1001 Noches de Nieve es una precuela de Fábulas, escrita por Willingham, que apareció en el mercado estadounidense en octubre de 2006.

- En julio de 2006 comienza el spin-off de la serie titulado Jack of Fables, una nueva serie regular enfocada en Jack Horner, protagonista originalmente de la fábula Jack y las judías mágicas. Esta serie está coescrita por Willingham y Matthew Sturges.

## Adaptaciones
- The Wolf Among Us: Aventura gráfica episódica cuyo protagonista es Lobo Feroz años antes del argumento narrado en el cómic, mientras es el sheriff de Villa fábula.

## Enlaces
- Fabletown Forums

- Datos: Q784649
- Multimedia: Fables (comics) / Q784649